# Oenoe hybromella
Oenoe hybromella är en fjärilsart som beskrevs av Victor Toucey Chambers 1874. Oenoe hybromella ingår i släktet Oenoe och familjen äkta malar. Inga underarter finns listade i Catalogue of Life.